# Взятие аула Гуниб и пленение Шамиля 25 августа 1859 года
«Взятие аула Гуниб и пленение Шамиля 25 августа 1859 года» — картина Франца Рубо, созданная в 1886 году. На полотне запечатлён момент пленения имама Шамиля русскими войсками во главе с главнокомандующим Отдельным кавказским корпусом князем А. И. Барятинским. Это событие ознаменовало собой окончание Кавказской войны.

## Описание
Рубо, опираясь на воспоминания непосредственных участников события, доподлино воспроизвёл все подробности события: на камне восседает главнокомандующий князь А. И. Барятинский в окружении своих офицеров; за спиной князя унтер-офицер горской милиции держит над его головой личный штандарт главнокомандующего с родовым гербом князей Барятинских; в центре изображен имам Шамиль, за ним — приближённый имама мюрид Янус.

## История создания

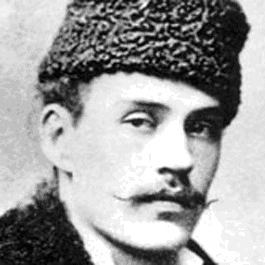
Франц Рубо.

По случаю завершения Кавказской войны в Тифлисском военно-историческом музее создавался «Храм Славы», посвящённый событиям этой войны. Францу Рубо было поручено в течение четырёх лет создать 16 картин по данной тематике. Для каждого произведения художником создавался эскиз, который он должен был представить на рассмотрение и утверждение специальной комиссии и «главного начальника Кавказского края». Всего для «Храма Славы» Рубо написал 17 (согласно другим данным — 19) картин.
До событий 1917 года все картины этой серии хранились в Тифлисском музее. В послереволюционные годы «Храм Славы» был закрыт. Часть картин Рубо попала в Государственный музейный фонд, откуда их распределили по другим музеям. Большая же часть попала в частные руки, и, возможно, была уничтожена. Например, картина «Сражение под Елисаветополем 13 сентября 1826 года» из этой серии попала к частному владельцу. Её обрезали, оставив только треть от первоначального размера, и в 1987 году она попала в Белорусский художественный музей как работа художника Н. С. Самокиша.

## Дальнейшая судьба картины

Кавказский военно-исторический музей («Храм Славы») в Тифлисе 1910 год.

С 1929 года главные музеи страны (Эрмитаж, Государственный Русский музей, Третьяковская галерея) начали передавать в Чечено-Ингушский республиканский краеведческий музей специально подобранные картины, связанные с Кавказом и написанные художниками — уроженцами Кавказа. В числе этих картин оказалось и «Пленение Шамиля». В 1957 году фонды музея насчитывали 210 живописных полотен, 289 графических работ, 97 скульптур, 60 произведений декоративно-прикладного искусства. В 1961 году на основе этих экспонатов был создан Чечено-Ингушский республиканский музей изобразительных искусств. Накануне передачи в грозненский музей картина прошла большую реставрацию.
После провозглашения независимости Чечни краеведческий музей и музей изобразительных искусств были объединены в Национальный музей, разместившийся в здании бывшего обкома КПСС. В 1992 году по решению властей из экспозиции были изъяты все экспонаты с содержанием драгоценных металлов, в том числе уникальные археологические находки. Затем по указанию Дудаева была изъята коллекция оружия и ковров. Царившее в те годы беззаконие позволяло грабителям в любое время забирать из фондов любые экспонаты и торговать ими на местном рынке.
В 1994 году, в ходе Первой чеченской войны, музей был превращён боевиками в укреплённый пункт. В результате боёв здание было практически полностью разрушено, остались только стены с рухнувшими перекрытиями. Экспонаты, которые уцелели после грабежей и боевых действий, находились в подвалах, заваленных рухнувшими перекрытиями.
В 2000 году сильно повреждённая картина была изъята при попытке контрабандного вывоза из страны и передана на реставрацию во Всероссийский художественный научно-реставрационный центр имени И. Э. Грабаря. В 2010 году картина, в числе более сотни других отреставрированных картин бывшей экспозиции Чечено-Ингушского краеведческого музея, была передана Национальному музею Чеченской Республики.